# Jeffrey Lieber
Jeffrey Lieber (n. 1969 în Evanston, Illinois) este un scenarist american de televiziune și film.

## Legături externe
- Jeffrey Lieber la Internet Movie Database

1. ↑  Autoritatea BnF, accesat în 10 octombrie 2015